# Дуглас Пірс
Дуглас Пі (англ. Douglas P.), повне ім'я Дуглас Пірс (англ. Douglas Pearce) (нар. 27 квітня 1956, Шируотер, Вокінг, Англія, Велика Британія) — англійський і австралійський фолк-музикант, один з основоположників жанру неофолк, засновник і продюсер лейбла «New European Recordings», фотограф.

## Життєпис
Дуглас Пірс народився і виріс у Шируотері, передмісті Лондона, який сам музикант описує, як «біле гетто для робітничого класу». Батько працював військовим кур'єром і брав участь у Другій Світовій війні. Батьки Дугласа були англійці, хоча, як стверджувала мати, вони мали шотландсько-ірландські коріння. Батько помер, коли майбутньому музиканту було 14 років. Пірс виріс, як він описує, в дуже мілітаристському середовищі, всюди оточений війною. «Я мав самий натуральний потяг до війни» — зізнавався він пізніше. У 18 років Дуглас здійснив подорож автостопом по Європі, що, за словами музиканта, сильно змінило його особистість.
У дитинстві батьки провели над Пірсом обряд екзорцизму, оскільки вважали, що їхній син одержимий злими духами. Після смерті батька Дуглас і його мати намагалися викликати дух померлого за допомогою дошки для спіритичних сеансів. Дотепер Пірс все ще твердо вірить у паранормальні явища, захоплюється окультизмом і стверджує, що не раз мав контакт із різними духами.
На своїх концертах Дуглас Пірс та інші музиканти, які виступають з ним, як правило, одягаються у військову уніформу й карнавальні маски. Вперше виступ у такому іміджі «Death in June» провели у Венеції в листопаді 1991 року

## Музична кар'єра

### Crisis
Свою музичну кар'єру Пірс почав в 1977 році, приєднавшись до панк-рок — групі «Crisis», в якій він грав аж до її розпаду в 1980 році. Всього за три роки свого існування «Crisis» випустили чотири сингли, також зарекомендував себе як затята антифашистська і ліворадикальна група, активно виступаючи на концертах в рамках кампанії «Рок проти расизму» і на фестивалях «Антинацистської ліги», ставши, таким чином, одними з основоположників руху Oi! (втім, уже скоро в музичному плані колектив відійшов від традиційного панк-рок — звучання в бік більшої комплексності звуку, заклавши певну базу пост-панка).

### Death in June
Після розпаду «Crisis» в 1980 році, музикант, разом з її колишніми членами, Тоні Вейкфорд (пізніше заснував неофолк-групу «Sol Invictus») і Патріком Леже (зараз член гурту «Mother Destruction»), створили «Death in June». До 1985 року Дуглас Пірс став єдиним постійним учасником «Death in June», іноді запрошуючи тимчасових музикантів в якості співавторів і учасників групи. Пірс продовжує працювати над проектом «Death in June» і до цього дня.

### New European Recordings
З 1981 року Пірс випустив численні записи своїх і інших музичних творів під його етикеткою «New European Recordings».

### Neofolk
Пірс зробив великий внесок у створення музичного руху, який часто називають неофолком, часто співпрацюючи та граючи з різними музикантами в жанрі. Він був гітаристом, барабанщиком та випадковим вокалістом для експериментальної музичної групи Current 93

## Виступи в Україні
Друг України, Дуглас Пірс, висловився проти агресії Росії, згадав Україну у пісні, зробив одяг з українським прапором, співав для патріотів і панків в Києві у вишиванці.